# کروونا
کروونا (به چکی: Krouna) یک منطقهٔ مسکونی در جمهوری چک است که در ناحیه خرودیم واقع شده‌است. کروونا ۱٬۳۴۲ نفر جمعیت دارد.